# Orsonwelles polites
Orsonwelles polites es una especie de arácnido del orden de la arañas (Araneae) y de la familia Linyphiidae.

## Distribución geográfica yhábitat
Es endémica de semimontanos de la isla de Oahu en Hawái.